# Pokrovský rajón (Dněpropetrovská oblast)
Pokrovský rajón (ukrajinsky Покровський район) byl rajón v Dněpropetrovské oblasti na Ukrajině. Hlavním městem bylo Pokrovske a rajón měl přibližně 34 tisíc obyvatel. 

## Sídla v rajónu
- Pokrovske
- Prosjana